# Balans kiseonika
Balans kiseonika (OB, OB% ili Ω) je izraz koji se koristi da označi stepen do kojeg eksploziv može biti oksidovan,  kako bi se utvrdilo da li molekul eksploziva sadrži dovoljno kiseonika da potpuno oksiduje ostale atome u eksplozivu. Na primer, potpuno oksidovani ugljenik formira ugljen-dioksid, vodonik formira vodu, sumpor formira sumpor-dioksid, a metali formiraju metalne okside. Za molekul se kaže da ima pozitivan balans kiseonika ako sadrži više kiseonika nego što je potrebno, a negativan balans kiseonika ako sadrži manje kiseonika nego što je potrebno. 
Eksploziv sa negativnim balansom kiseonika dovodi do nepotpunog sagorevanja, što obično proizvodi ugljen-monoksid, koji je toksičan gas. Eksplozivi sa negativnim ili pozitivnim balansom kiseonika se često mešaju sa drugim energetskim materijalima koji su pozitivni ili negativni na kiseonik, kako bi se povećala snaga eksploziva. Na primer, TNT je eksploziv sa negativnim balansom kiseonika i često se meša sa energetskim materijalima ili gorivima koji imaju pozitivan balans kiseonika kako bi se povećala njegova snaga. 

## Izračunavanje balansa kiseonika
Postupak za izračunavanje balansa kiseonika u smislu 100 grama eksplozivnog materijala podrazumeva određivanje broja molova kiseonika koji su u višku ili deficitu za 100 grama jedinjenja.
{\displaystyle {\text{OB}}\%={\frac {-1600}{\text{Mol. wt. of compound}}}\times (2X+Y/2+M-Z)} 
X = broj atoma ugljenika, Y = broj atoma vodonika, Z = broj atoma kiseonika, a M = broj atoma metala (proizvedeni metalni oksid).
U slučaju TNT-a - (C6H2(NO2)3CH3),
Molekulska masa = 227,1
X = 7 (broj atoma ugljenika)
Y = 5 (broj atoma vodonika)
Z = 6 (broj atoma kiseonika)
Dakle,
{\displaystyle {\text{OB}}\%={\frac {-1600}{227.1}}\times (14+2.5-6)}
OB% = −73.97% za TNT
Primeri materijala sa negativnim balansom kiseonika su:
- PETN (10,1%),
- metil nitrat (-10,4%),
- CL-20 (-11%),
- Heksogen (-21,6%),
- Oktogen (-21,6%),
- Nitroceluloza (-24,2%),
- nitrometan (−39,3%),
- Pikrinska kiselina (-45,4%),
- Tetril (-47,4%),
- Heksanitrostilben (-67,5%),
- trinitrotoluen (−74%),
- aluminijumski prah (−89%),
- sumpor (−100%) ili
- ugljenik (−266,7%).

Primeri materijala sa pozitivnim balansom kiseonika su:
- nitroglicerin (+3,5%),
- Manitol heksanitrat (+7,1%),
- amonijum hlorat (+15,8%),
- amonijum-nitrat (+20%),
- amonijum perhlorat (+27,2%),
- kalijum-hlorat (+32,6%),
- kalijum-nitrat (+39,6%),
- Kalijum perhlorat (+40,4%),
- natrijum hlorat (+45%),
- tetranitrometan (+49%),
- litijum perhlorat (+60%),

Primeri materijala sa balansom kiseonika od nula su:
- Etilen-glikol dinitrat ima balans kiseonika od nula, kao i teoretski spoj trinitrotriazin. [5]
- Heksanitrobenzen
- Oktanitrokuban

## Balans kiseonika i snaga
Pošto osetljivost, brizantnost i snaga eksploziva zavise od složenih hemijskih reakcija, jednostavna relacija kao što je balans kiseonika ne može se smatrati pouzdanom za postizanje univerzalno konzistentnih rezultata. Kada se koristi balans kiseonika za predviđanje svojstava jednog eksploziva u odnosu na drugi, može se očekivati da eksploziv sa balansom kiseonika bližim nuli bude brizantniji, snažniji i osetljiviji; međutim, postoje mnogi izuzeci od ovog pravila.
Jedna oblast u kojoj se balans kiseonika može primeniti jeste u pripremi smeša eksploziva. Grupa eksploziva pod nazivom amatoli su smeše amonijum-nitrata i TNT-a. Amonijum-nitrat ima balans kiseonika od +20%, dok TNT ima balans kiseonika od −74%, pa se čini da bi smeša koja daje balans kiseonika od nula takođe rezultirala najboljim eksplozivnim svojstvima. U praksi, smeša od 80% amonijum-nitrata i 20% TNT-a po težini daje balans kiseonika od +1%, što rezultira najboljim svojstvima svih smeša, uz povećanje snage od 30% u odnosu na TNT.

## Ostale upotrebe
Balans kiseonika se ne koristi samo u eksplozivima, već i u drugim vrstama sagorevanja. U sistemima za grejanje i motorima sa unutrašnjim sagorevanjem, koji koriste goriva koja sagorevaju uz kiseonik iz vazduha i koriste oslobođenu energiju za grejanje ili za obavljanje mehaničkog rada, važna je odgovarajuća kvantitativna proporcija vazduha za sagorevanje i goriva (minimalna količina vazduha potrebna po jedinici mase goriva za potpuno sagorevanje, minimalni zahtev za vazduhom) kako bi se što bolje iskoristila hemijska energija pohranjena u gorivu. Odnos između stvarne količine dovedenog vazduha i količine koja je teoretski potrebna za potpuno sagorevanje naziva se odnos vazduha i obično se označava sa λ. Idealno sagorevanje, koje prati stehiometrijski odnos vazduha, ima λ = 1. Mešavine goriva i vazduha koje sadrže višak goriva nazivaju se bogatim mešavinama, λ < 1, dok se one sa viškom vazduha nazivaju siromašnim mešavinama, λ > 1.